# Бонд, Томас
То́мас Бонд (англ. Thomas Bond; 7 октября 1841, Сомерсет, Великобритания — 6 июня 1901, Сомерсет, Великобритания) — английский хирург, которого некоторые считают первым специалистом по составлению психологического портрета преступника. Также получил известность как судебно-медицинский эксперт, привлечённый по делу серийного убийцы Джека-потрошителя в 1888 году.

## Биография
Родился 7 октября 1841 года в Сомерсете в семье Томаса Бонда (Thomas Bond; 1806–?), состоятельного фермера, и его жены Мэри, урождённой Хирн (1810–1878). 
Учился у своего уя — доктора Макканна из Саутгемптона, прежде чем поступил в Королевский колледж Лондона Лондонского университета и Больницу Королевского колледжа Лондона, где получил золотую медаль за успешную сдачу в 1865 году экзамена на получение степени бакалавра медицины и хирургии. В 1864 году получил членство в королевских хирургических колледжах Великобритании и Ирландии и в 1866 году стал членом Общества королевских хирургических колледжей.
В 1866 году поступил на военную службу в Пруссии, где лечил больных во время эпидемии холеры. Во время австро-прусско-итальянской войны доставил посылку из прусской армии через австрийские строи к итальянским.
Вернувшись в Лондон занялся медицинской практикой в Вестминстер, а также в 1867 году поступил хирургом на службу в вестминстерское отделение Службу столичной полиции.  В 1873 году выиграл конкурс на занятие должности в Вестминстерской больнице после нескольких неудачных выборов, и проработал в неё всё время, сначала в качестве помощника хирурга (англ. Assistant Surgeon), а с 1895 года — в качестве полноправного хирурга (англ. Full Surgeon).
Являясь хирургом вестминстерского отделения Службы столичной полиции он принимал участие в расследованиях по делу загадки Батерси, Мэри Джейн Келли, Кейт Уэбстер, Перси Лефроя Мэйплтона и темзских расчленителей тел. Бонд делал заключения по Роуз Майлетт и Элис Маккензи. Он рассматривался как один из лучших знатоков своего дела, поскольку его экспертные оценки были точными.
Также работал железнодорожным хирургом или консультировал своих коллег в Great Western Railway и Great Eastern Railway.
Бонд был страстным охотником. Он проводил время с гончими Бэдминтона в Чиппенхэм и шотландскими борзыми в Эксмуре. Кроме того Бонд часто выступал в качестве судьи на выставке лошадей.

### Личная жизнь
Томас Бонд был женат дважды. Первый раз женился в 1870 году на Розе Софии, урождённой Хейз (Rosa Sophia Hayes, 1844—1899), с которой имел шестерых детей. Второй его супругой стала Нэрн Имри (Nairne Imrie), на которой женился за год до смерти в 1900 году.

### Смерть
6 июня 1901 года покончил жизнь самоубийством, выбросившись из окна спальни после продолжительной бессонницы, вызванной болью, которую он испытывал со среднего возраста и пытался лечить наркотиками. Похоронен на церковном кладбище Орчард Портмана Сомерсета.

## Дело Джека-потрошителя
25 октября 1888 года помощник комиссара Службы столичной полиции сэр Роберт Андерсон написал Бонду письмо с просьбой провести экспертизу материалов связанных с расследованием дела Джека-потрошителя. К письму были приложены копии показаний, данных при расследований убийств Мэри Энн «Полли» Николс, Элизабет «Длинной Лизи» Страйд, Энни Чэпмен и Кэтрин Эддоус и попросил Бонда высказать своё «мнение по этому вопросу».
Бонд изучал документы в течение двух недель и 10 ноября 1888 года написал ответ Андерсону. Мэри Джейн Келли была убита утром на Дорсет-стрит, и Бонд провёл большую часть этого дня, занимаясь вскрытием.
В своём отчёте Бонд указал следующее:

Прошу сообщить, что я прочитал заметки о 4 убийствах в Уайтчепеле:
1. Бакс-роу.
2. Хэнбери-стрит.
3. Бернер-стрит.
4. Площадь Митр.
Кроме того, я сделал посмертное вскрытие изуродованных останков женщины, найденной вчера в маленькой комнате на Дорсет-стрит —
1. Все пять убийств несомненно были совершены одной и той же рукой. В первых четырёх горло, кажется, было перерезано слева направо. В последнем случае из-за обширных увечий невозможно сказать, в каком направлении был сделан смертельный порез, но артериальная кровь была обнаружена на стене в виде брызг рядом с тем местом, где должна была лежать голова женщины.
2. Все обстоятельства, связанные с убийствами, побуждают меня сделать вывод, что женщины должны были лежать, когда их убивали, и в каждом случае горло сперва перерезали.
3. По четырём убийствам, о которых я видел лишь заметки, я не могу сделать достаточно ясное представление о времени, прошедшем между убийством и обнаружением тела.
В одном случае, на Бернер-стрит, обнаружение, по-видимому, было сделано сразу после происшествия — на Бак-роу, Хэнбери-стрит и площади Митр могло пройти лишь три или четыре часа. В случае с Дорсет-стрит во время моего посещения, в 2 часа, тело лежало на кровати, совершенно голое и изуродованное, как в приложении к отчёту —
Трупное окоченение уже началось, но усилилось во время экспертизы. Исходя из этого, трудно с какой-либо долей уверенности сказать точное время, прошедшее с момента смерти, поскольку промежуток колеблется от 6 до 12 часов до наступления окоченения. Тело было сравнительно холодным в 2 часа, а остатки недавно принятой пищи обнаружены в желудке и распространились по кишечнику. Таким образом, вполне вероятно, что женщина была мертва около 12 часов, а частично переваренная пища указывает, что: смерть наступила через 3 или 4 часа после приёма пищи, поэтому первый или второй час ночи был бы вероятным временем убийства.
4. Во всех случаях, по-видимому, нет признаков борьбы, и нападения, вероятно, были настолько внезапными и совершались в таком положении, что женщины не могли ни сопротивляться, ни кричать. В случае Дорсет-стрит угол простыни справа от головы женщины был сильно изрезан и пропитан кровью, что указывало на то, что лицо могло быть накрыто простынёй во время нападения.
5. В четырёх первых случаях убийца должен был напасть на жертву с правой стороны. В случае с Дорсет-стрит он должен был нападать спереди или слева, так как между ним и стеной кровати, на которой лежала женщина, не оказалось бы пространства. К тому же, кровь стекала по правой стороне женщины и хлынула на стену.
6. Убийца не обязательно оказался бы обрызган или залит кровью, но его руки и кисти рук должны были быть закрыты, а части его одежды наверняка были облиты кровью.
7. Увечья в каждом случае, за исключением Бернер-стрит, носили один и тот же почерк и ясно показывали, что во всех убийствах целью было нанесение увечий.
8. В каждом случае нанесение увечий было совершено лицом, не имевшим ни научных, ни анатомических знаний. По моему мнению, он даже не обладает специальными знаниями мясника или забойщика лошадей или любого человека, привыкшего резать мёртвых животных.
9. Орудием должен быть является прочный нож длиной не менее шести дюймов, очень острый, заостренный сверху, и шириной около дюйма. Это мог быть складной нож, мясницкий нож или скальпель. Я думаю, что без сомнения это был нож с прямым лезвием.
10. Убийца, должно быть, был человеком физической силы, большого хладнокровия и смелости. Нет никаких доказательств того, что у него был сообщник. По моему мнению, он должен быть человеком, подверженным периодическим приступам мысли об убийстве и эротомании. Характер увечий указывает на то, что мужчина может быть в состоянии полового возбуждения, которое можно назвать сатириазисом. Конечно, возможно, что склонность к мысли об убийстве могла развиться из мстительного или мрачного состояния ума, или что религиозный фанатизм, возможно, был изначальным недугом, но я не думаю, что какая-либо гипотеза вероятна. Убийца по своему внешнему виде, скорее всего, тихий, безобидный мужчина, вероятно, среднего возраста, опрятно и прилично одетый.
11. Полагая, что убийца является таким человек, о котором я только что говорил, он, вероятно, живёт в одиночестве и чудаковат в своих привычках, а также, скорее всего, он является человеком не имеющим постоянной профессии, но с неким небольшим доходом или пенсией. Возможно, он живёт среди представительных людей, которые немного знают о его нраве и привычках, и у которых могут быть основания подозревать, что временами не совершенно не в себе. Такие люди, вероятно, не захотят сообщать о подозрениях в полицию опасаясь неприятностей или дурной славы, в то время как если бы существовала надежда в будущем получить вознаграждение, это могло бы преодолеть их сомнения.
Я, досточтимый сэр,
Искренне Ваш,
Том Бонд.
Оригинальный текст (англ.)
"I beg to report that I have read the notes of the 4 Whitechapel Murders viz:
1. Buck's Row.
2. Hanbury Street.
3. Berner's Street.
4. Mitre Square.
I have also made a Post Mortem Examination of the mutilated remains of a woman found yesterday in a small room in Dorset Street —
1. All five murders were no doubt committed by the same hand. In the first four the throats appear to have been cut from left to right. In the last case owing to the extensive mutilation it is impossible to say in what direction the fatal cut was made, but arterial blood was found on the wall in splashes close to where the woman's head must have been lying.
2. All the circumstances surrounding the murders lead me to form the opinion that the women must have been lying down when murdered and in every case the throat was first cut.
3. In the four murders of which I have seen the notes only, I cannot form a very definite opinion as to the time that had elapsed between the murder and the discovering of the body.
In one case, that of Berner's Street, the discovery appears to have been made immediately after the deed — In Buck's Row, Hanbury Street, and Mitre Square three or four hours only could have elapsed. In the Dorset Street case the body was lying on the bed at the time of my visit, 2 o'clock, quite naked and mutilated as in the annexed report —
Rigor Mortis had set in, but increased during the progress of the examination. From this it is difficult to say with any degree of certainty the exact time that had elapsed since death as the period varies from 6 to 12 hours before rigidity sets in. The body was comparatively cold at 2 o'clock and the remains of a recently taken meal were found in the stomach and scattered about over the intestines. It is, therefore, pretty certain that the woman must have been dead about 12 hours and the partly digested food would indicate: that death took place about 3 or 4 hours after the food was taken, so one or two o'clock in the morning would be the probable time of the murder.
4. In all the cases there appears to be no evidence of struggling and the attacks were probably so sudden and made in such a position that the women could neither resist nor cry out. In the Dorset Street case the corner of the sheet to the right of the woman's head was much cut and saturated with blood, indicating that the face may have been covered with the sheet at the time of the attack.
5. In the four first cases the murderer must have attacked from the right side of the victim. In the Dorset Street case, he must have attacked from in front or from the left, as there would be no room for him between the wall and the part of the bed on which the woman was lying. Again, the blood had flowed down on the right side of the woman and spurted on to the wall.
6. The murderer would not necessarily be splashed or deluged with blood, but his hands' and arms must have been covered and parts of his clothing must certainly have been smeared with blood.
7. The mutilations in each case excepting the Berner's Street one were all of the same character and shewed clearly that in all the murders, the object was mutilation.
8. In each case the mutilation was inflicted by a person who had no scientific nor anatomical knowledge. In my opinion he does not even possess the technical knowledge of a butcher or horse slaughterer or any person accustomed to cut up dead animals.
9. The instrument must have been a strong knife at least six inches long, very sharp, pointed at the top and about an inch in width. It may have been a clasp knife, a butcher's knife or a surgeon's knife. I think it was no doubt a straight knife.
10. The murderer must have been a man of physical strength and of great coolness and daring. There is no evidence that he had an accomplice. He must in my opinion be a man subject to periodical attacks of Homicidal and erotic mania. The character of the mutilations indicate that the man may be in a condition sexually, that may be called satyriasis. It is of course possible that the Homicidal impulse may have developed from a revengeful or brooding condition of the mind, or that Religious Mania may have been the original disease, but I do not think either hypothesis is likely. The murderer in external appearance is quite likely to be a quiet inoffensive looking man probably middleaged and neatly and respectably dressed. I think he must be in the habit of wearing a cloak or overcoat or he could hardly have escaped notice in the streets if the blood on his hands or clothes were visible.
11. Assuming the murderer to be such a person as I have just described he would probably be solitary and eccentric in his habits, also he is most likely to be a man without regular occupation, but with some small income or pension. He is possibly living among respectable persons who have some knowledge of his character and habits and who may have grounds for suspicion that he is not quite right in his mind at times. Such persons would probably be unwilling to communicate suspicions to the Police for fear of trouble or notoriety, whereas if there were a prospect of reward it might overcome their scruples.
I am, Dear Sir,
Yours faithfully,
Thos. Bond.

## Сочинения
- Bond T. "The Laws of Health" // Popular Science Monthly. Vol. 10 (December 1876)